# Leo Burnett
Leo Burnett (21 tháng 10 năm 1891 - 7 tháng 6 năm 1971) là một nhà quảng cáo nổi tiếng, người đã tạo ra những nhân vật nổi tiếng, trở thành thần tượng của nhiều thế hệ như Người khổng lồ xanh Jolly, Người đàn ông Marlboro, Toucan Sam, Cá hồi Charlie, Mèo Morris, Chàng lính bộ binh Pillsbury, 7up "Spot", và Cọp Tony.

## Tiểu sử
Sinh trưởng tại St. Johns, Michigan. Khi lớn lên, ông được theo học ngành báo chí tại trường Đại học Michigan. Bước vào đời, ông kiếm sống bằng nghề phóng viên cho Nhật báo Peoria ở Peoria, Illinois. Vào năm 1917, ông đến Detroit để phụ trách công việc quảng cáo cho công ty ôtô Cadillac. 1918, Leo Burnett kết hôn Naomi Geddes, ngay sau đó, học chuyển đến sinh sống tại Indianapolis, Indiana, nơi ông làm cho một hãng quảng cáo trong khoảng thời gian từ 1923 đến 1930.
Vào năm 1935, ông tạo ra một cơ quan riêng tại Chicago mang tên Leo Burnett Worldwide. Ông được đề cử vào Copywriters Hall of Fame vào năm 1961. Đến năm 1967, ông nghỉ hưu.
Burnett theo trường phái triết học của Walter Lippman trong việc thiết kế ra các tranh ảnh trên các sản phẩm. Trong thời đại của ông, các sản phẩm thường được giới thiệu bằng những lời quảng cáo dài để tranh giành lợi nhuận. Burnett lại tập trung chú ý vào những kiểu mẫu, sáng tạo ra các hình tượng đặc trưng cho các sản phẩm. Ông rất chán ngán những cách quảng cáo thiếu sáng tạo, thiếu thu hút của những nhà thiết kế đương thời - cái mà ông gọi là "vở kịch cố hữu".
Người con gái của Leo Burnett, Phoebe Snetsinger là một trong số những nhà cầm học nổi tiếng trên thế giới.